# Nati il 6 aprile
| Questa pagina contiene informazioni ricavate automaticamente dalle voci biografiche con l'ausilio del template Bio e di un bot. L'aggiornamento è periodico e automatico e ricostruisce completamente la pagina. Se manca una persona in questa lista, sei pregato di non aggiungerla, ma accertati piuttosto che la sua voce biografica contenga il template Bio e che i dati anagrafici siano correttamente compilati. Se il template Bio manca, inseriscilo tu stesso o, in alternativa, metti l'avviso {{tmp\|Bio}} che ne segnala la mancanza. Se i dati riportati sono sbagliati, correggi direttamente la voce biografica; le modifiche saranno visibili in questa lista entro pochi giorni. Per chiarimenti vedi il progetto biografie. La lista contiene solo le 1.187 persone che sono citate nell'enciclopedia e per le quali è stato implementato correttamente il template Bio. Pagina aggiornata al 13 ago 2025. |

## XIV secolo(2)
- 1342 - Maria del Portogallo, principessa portoghese († 1377)
- 1357 - Anna di Trebisonda, regina georgiana († 1406)

## XV secolo(3)
- 1418 - Domenico Malatesta, condottiero italiano († 1465)
- 1468 - Mattia della Robbia, religioso e scultore italiano († 1534)
- 1498 - Giovanni delle Bande Nere, condottiero italiano († 1526)

## XVI secolo(7)
- 1503 - Jakob Micyllus, umanista tedesco († 1558)
- 1509 - Francesco Beccuti, poeta italiano († 1553)
- 1532 - Vitellozzo Vitelli, cardinale e vescovo cattolico italiano († 1568)
- 1573 - Margherita di Brunswick-Lüneburg, principessa († 1643)
- 1574 - Orazio Borgianni, pittore italiano († 1616)
- 1595 - Pieter de Molijn, pittore e incisore olandese († 1661)
- 1595 - Enrico II di Orléans-Longueville, nobile († 1663)

## XVII secolo(16)
- 1612 - James Stewart, I duca di Richmond, nobile e politico inglese († 1655)
- 1632 - Maria Leopoldina d'Asburgo, austriaca († 1649)
- 1632 - Simone Filippo di Lippe-Detmold, nobile tedesco († 1650)
- 1644 - António Luís de Sousa, generale portoghese († 1721)
- 1650 - Baldassarre Pisani, poeta italiano
- 1651 - André Dacier, filologo, traduttore e scrittore francese († 1722)
- 1653 - Federico Luigi di Schleswig-Holstein-Sonderburg-Beck, ufficiale tedesco († 1728)
- 1660 - Johann Kuhnau, musicista e compositore tedesco († 1722)
- 1664 - Arvid Horn, diplomatico svedese († 1742)
- 1668 - Tommaso Campailla, filosofo, poeta e medico italiano († 1740)
- 1670 - Jean-Baptiste Rousseau, poeta e drammaturgo francese († 1741)
- 1672 - André Cardinal Destouches, compositore francese († 1749)
- 1682 - Giovanna Carlotta di Anhalt-Dessau, nobile († 1750)
- 1684 - Johann Carl von Eckenberg, attore teatrale, comico e circense tedesco († 1748)
- 1694 - Vincenzo Meucci, pittore italiano († 1766)
- 1696 - Charles Beauclerk, II duca di St. Albans, nobile e politico inglese († 1751)

## XVIII secolo(45)
- 1701 - Gian Giacomo Veneroso, doge († 1758)
- 1706 - Louis de Cahusac, drammaturgo, poeta e enciclopedista francese († 1759)
- 1709 - Angelo Maria Labia, poeta italiano († 1775)
- 1721 - Federico Cristiano I di Schleswig-Holstein-Sonderburg-Augustenburg, nobile danese († 1794)
- 1723 - Gaetano Ghidetti, pittore, scenografo e architetto italiano († 1793)
- 1723 - Francesco Orsini von Rosenberg, nobile, diplomatico e politico austriaco († 1796)
- 1725 - Pasquale Paoli, politico, patriota e militare italiano († 1807)
- 1726 - Gerardo Maiella, religioso italiano († 1755)
- 1731 - Giovanni Maria Lampredi, letterato, giurista e etruscologo italiano († 1793)
- 1732 - José Celestino Mutis, presbitero, botanico e matematico spagnolo († 1808)
- 1732 - Louis Armand Constantin de Rohan, ammiraglio francese († 1794)
- 1736 - Giuseppe de Novaes, presbitero portoghese († 1821)
- 1737 - George Montagu, IV duca di Manchester, politico e diplomatico inglese († 1788)
- 1741 - Sébastien-Roch Nicolas de Chamfort, scrittore e aforista francese († 1794)
- 1745 - William Dawes, militare statunitense († 1799)
- 1747 - Jean Gaspard de Vence, ammiraglio francese († 1808)
- 1749 - Giovanna Sestini, soprano italiano († 1814)
- 1750 - Thomas Hall, pastore protestante statunitense († 1824)
- 1754 - Frédéric-César de La Harpe, politico svizzero († 1838)
- 1757 - Antonio Isidoro Rusca, politico e avvocato svizzero († 1846)
- 1761 - Friedrich Lothar von Stadion, politico, diplomatico e religioso tedesco († 1811)
- 1765 - Carlo Felice di Savoia, sovrano († 1831)
- 1766 - Wilhelm von Kobell, incisore, disegnatore e pittore tedesco († 1853)
- 1767 - Alexandre Duval, drammaturgo francese († 1842)
- 1768 - Marie Charles Theodor De Damoiseau, astronomo francese († 1846)
- 1769 - Angelico Cattaneo, religioso svizzero († 1847)
- 1772 - Ippolito Zibibbi, militare italiano († 1845)
- 1773 - Felice Mastrangelo, patriota italiano († 1799)
- 1773 - James Mill, storico, filosofo e economista scozzese († 1836)
- 1773 - Nicolas Viton de Saint-Allais, genealogista e araldista francese († 1842)
- 1774 - José de Córdoba y Rojas, militare spagnolo († 1810)
- 1776 - Alphonse Giroux, restauratore e ebanista francese († 1848)
- 1781 - Daniel Parker, predicatore e politico statunitense († 1844)
- 1783 - Johann Andreas Buchner, farmacologo tedesco († 1852)
- 1783 - Samuel Lovett Waldo, pittore statunitense († 1861)
- 1786 - František Pištěk, arcivescovo cattolico ceco († 1846)
- 1786 - Michele Taffini d'Acceglio, generale italiano († 1872)
- 1792 - Pasquale Amodio, avvocato e patriota italiano († 1865)
- 1794 - Andreas Räß, vescovo cattolico tedesco († 1887)
- 1796 - Giovanni Grilenzoni, politico, patriota e imprenditore italiano († 1868)
- 1796 - Johann Adam Möhler, teologo tedesco († 1838)
- 1797 - Meta Heusser-Schweizer, poetessa svizzera († 1876)
- 1797 - Giovanni Stefani, presbitero, educatore e patriota italiano († 1880)
- 1800 - Carlo Canella, pittore italiano († 1879)
- 1800 - Costanzo Cantoni, imprenditore italiano († 1876)

## XIX secolo(179)
- 1801 - William Hallowes Miller, mineralogista, cristallografo e fisico britannico († 1880)
- 1802 - Angelo Fusinato, vescovo cattolico italiano († 1854)
- 1802 - Thomas Walker Gilmer, politico e statistico statunitense († 1844)
- 1802 - Theodor Willem Johannes Juynboll, teologo e filologo olandese († 1861)
- 1802 - Germano Malinverni, politico italiano († 1887)
- 1803 - Ralph Abercromby, II barone di Dunfermline, diplomatico inglese († 1868)
- 1803 - Francesco Antonelli, militare italiano († 1877)
- 1803 - Giovanni Battista Bagalà Blasini, vescovo cattolico italiano († 1884)
- 1804 - Vincenzo Linares, giornalista e scrittore italiano († 1847)
- 1804 - Sof'ja Aleksandrovna Urusova, nobildonna russa († 1889)
- 1805 - Gaetano De Troia, avvocato e politico italiano († 1874)
- 1806 - Charles Desnoyer, attore teatrale, commediografo e direttore teatrale francese († 1858)
- 1806 - Friedrich Wilhelm Ritschl, latinista e filologo classico tedesco († 1876)
- 1807 - Francesco Saverio Apuzzo, cardinale e arcivescovo cattolico italiano († 1880)
- 1807 - Johann Ulrich Hanauer, politico e insegnante svizzero († 1871)
- 1807 - Johann Jakob Heller, medico e politico svizzero († 1876)
- 1807 - Ludwika Jędrzejewicz, polacca († 1855)
- 1808 - Ruggero Manna, compositore italiano († 1864)
- 1809 - Friedrich Johann Joseph Cölestin von Schwarzenberg, cardinale e arcivescovo cattolico austriaco († 1885)
- 1810 - Philip Henry Gosse, naturalista britannico († 1888)
- 1811 - Giuseppe Desimone, politico e magistrato italiano († 1894)
- 1812 - Aaron Bernstein, giornalista tedesco († 1884)
- 1812 - Giorgio Ciani, incisore italiano († 1877)
- 1812 - Aleksandr Ivanovič Gercen, scrittore e filosofo russo († 1870)
- 1813 - Erwin von Neipperg, militare tedesco († 1897)
- 1814 - Miklós Ybl, architetto tedesco († 1891)
- 1815 - George Percy Badger, missionario britannico († 1888)
- 1815 - Robert Volkmann, compositore tedesco († 1883)
- 1816 - Victor Antoine Signoret, medico e entomologo francese († 1889)
- 1817 - Sebastiano Grandis, ingegnere italiano († 1892)
- 1818 - Julius Helfft, pittore tedesco († 1894)
- 1820 - William Lewis Manly, scrittore statunitense († 1903)
- 1821 - Domenico De Biasio, pittore italiano († 1874)
- 1822 - Giacomo Brogi, fotografo italiano († 1881)
- 1825 - Giuseppe Lazzaro, giornalista e politico italiano († 1910)
- 1826 - Gustave Moreau, pittore francese († 1898)
- 1828 - Pasquale Sarullo, francescano, presbitero e pittore italiano († 1893)
- 1829 - Federico Persico, giurista e poeta italiano († 1919)
- 1830 - James Augustine Healy, vescovo cattolico statunitense († 1900)
- 1831 - Salvatore Parpaglia, avvocato e politico italiano († 1916)
- 1833 - Luis Cordero Crespo, politico ecuadoriano († 1912)
- 1835 - Jules Bourdais, architetto francese († 1915)
- 1836 - Ronglu, politico e generale cinese († 1903)
- 1836 - Nikolaj Sklifosovskij, chirurgo e fisiologo russo († 1904)
- 1837 - Ignatz von Kolisch, scacchista slovacco († 1889)
- 1838 - Edmond Goupil, medico francese
- 1839 - Antonio Starabba, marchese di Rudinì, nobile, politico e prefetto italiano († 1908)
- 1840 - Vasilij Vasil'evič Junker, esploratore russo († 1892)
- 1840 - Fulco Luigi Ruffo-Scilla, cardinale italiano († 1895)
- 1841 - Ivan Surikov, poeta e scrittore russo († 1880)
- 1844 - William Lyne, politico australiano († 1913)
- 1846 - Gustav von Kessel, generale prussiano († 1918)
- 1846 - James Porterfield Rynd, scacchista e avvocato irlandese († 1917)
- 1848 - Florestano de Larderel, nobile, imprenditore e politico italiano († 1925)
- 1849 - John William Waterhouse, pittore britannico († 1917)
- 1851 - Guillaume Bigourdan, astronomo francese († 1932)
- 1851 - Raffaele Ragione, pittore italiano († 1925)
- 1852 - Giuseppe Costa, pittore italiano († 1912)
- 1853 - Alois Höfler, filosofo e psicologo austriaco († 1922)
- 1853 - Emil Jellinek, imprenditore e diplomatico austriaco († 1918)
- 1856 - Hermann Dessau, storico e epigrafista tedesco († 1931)
- 1856 - Maggiorino Ferraris, politico italiano († 1929)
- 1856 - Carl Axel Magnus Lindman, botanico e illustratore svedese († 1928)
- 1856 - Maurice Paul Emmanuel Sarrail, generale francese († 1929)
- 1857 - Arthur Wesley Dow, pittore, incisore e fotografo statunitense († 1922)
- 1858 - Eugène Demets, editore francese († 1923)
- 1858 - Paolo Orlando, ingegnere e politico italiano († 1943)
- 1858 - Florimond Marie Van Acker, pittore belga († 1940)
- 1859 - Paul-Albert Faveau, missionario e vescovo cattolico francese († 1949)
- 1860 - René Lalique, disegnatore, vetraio e orafo francese († 1945)
- 1861 - John Nicol Farquhar, missionario e orientalista britannico († 1929)
- 1861 - Stanislas de Guaita, esoterista e poeta francese († 1897)
- 1862 - Georges Darien, scrittore francese († 1921)
- 1862 - Nikolaj Michajlovič Knipovič, ittiologo e oceanografo sovietico († 1939)
- 1863 - Erminio Juvalta, filosofo italiano († 1934)
- 1863 - Achille Visocchi, politico italiano († 1945)
- 1865 - Victory Bateman, attrice statunitense († 1926)
- 1865 - Ernst Weinschenk, mineralogista tedesco († 1921)
- 1866 - James Barry Munnik Hertzog, generale e politico sudafricano († 1942)
- 1866 - Felix-Raymond-Marie Rouleau, cardinale e arcivescovo cattolico canadese († 1931)
- 1866 - Lincoln Steffens, giornalista e attivista statunitense († 1936)
- 1867 - Laura Mestre Hevia, scrittrice, traduttrice e grecista cubana († 1944)
- 1868 - Otto Ellison von Nidlef, generale austro-ungarico († 1947)
- 1868 - Helen Hyde, pittrice e illustratrice statunitense († 1919)
- 1868 - Léopold Leau, matematico, linguista e glottoteta francese († 1943)
- 1868 - Georges Lefèvre, schermidore francese
- 1868 - Umberto Veruda, pittore austro-ungarico († 1904)
- 1869 - Filippo De Filippi, medico e viaggiatore italiano († 1938)
- 1869 - Isidore-Marie-Joseph Dumortier, vescovo cattolico e missionario francese († 1940)
- 1869 - Marc-Aurèle de Foy Suzor-Coté, pittore e scultore canadese († 1937)
- 1869 - Francesco Pardi, medico e politico italiano († 1942)
- 1869 - Louis Raemaekers, disegnatore olandese († 1956)
- 1869 - Levon Shant, drammaturgo, romanziere e poeta armeno († 1951)
- 1870 - Angelo Valvassori Peroni, avvocato e politico italiano († 1931)
- 1870 - Oskar Vogt, neurologo tedesco († 1959)
- 1872 - Frederick Cresser, canottiere statunitense († 1919)
- 1872 - Giuseppe De Michelis, diplomatico e politico italiano († 1951)
- 1872 - Roberto Segre, generale e storico italiano († 1936)
- 1872 - Elisa Severi, attrice italiana († 1930)
- 1873 - Dante Broglio, incisore e pittore italiano († 1954)
- 1874 - Ottó Hellmich, ginnasta ungherese († 1937)
- 1875 - Michele De Franchis, matematico italiano († 1946)
- 1875 - Ksenija Aleksandrovna Romanova, nobile russa († 1960)
- 1875 - Alfredo Romano del Liechtenstein, politico austriaco († 1930)
- 1876 - Hal Clarendon, attore statunitense († 1959)
- 1876 - Walter Stoneman, fotografo inglese († 1958)
- 1876 - Paolo Tolosetto Farinati degli Uberti, militare italiano († 1916)
- 1876 - Michael Wasaburō Urakawa, vescovo cattolico giapponese († 1955)
- 1876 - Harold Williams, giornalista e linguista neozelandese († 1928)
- 1878 - John Hunter, allenatore di calcio e calciatore scozzese († 1966)
- 1878 - Erich Mühsam, anarchico, poeta e attivista tedesco († 1934)
- 1878 - Clemente Ravetto, pioniere dell'aviazione italiano († 1953)
- 1879 - Andrea Alfano, pittore e poeta italiano († 1967)
- 1879 - Lawrence Pentland, giocatore di lacrosse canadese († 1923)
- 1879 - Osvald Sirén, storico dell'arte finlandese († 1966)
- 1880 - Guido Pasolini dall'Onda, nobile, imprenditore e politico italiano († 1963)
- 1881 - Karl Staaf, tiratore di fune, astista e triplista svedese († 1953)
- 1882 - Guido Baccani, allenatore di calcio, dirigente sportivo e arbitro di calcio italiano († 1938)
- 1882 - Armando Borghi, politico, anarchico e giornalista italiano († 1968)
- 1882 - Heinrich Kirchheim, generale tedesco († 1973)
- 1882 - Rose Schneiderman, attivista statunitense († 1972)
- 1882 - Martin Secker, editore britannico († 1978)
- 1883 - Vernon Dalhart, cantautore statunitense († 1948)
- 1883 - Charlie Roberts, calciatore inglese († 1939)
- 1884 - Lars Christensen, armatore e filantropo norvegese († 1964)
- 1884 - Hugh William Grosvenor, nobile e ufficiale inglese († 1914)
- 1884 - Walter Huston, attore canadese († 1950)
- 1885 - Arthur Samuel Brown, calciatore inglese († 1944)
- 1885 - Jules Goux, pilota automobilistico francese († 1965)
- 1885 - Carlos Salzedo, arpista, compositore e direttore d'orchestra statunitense († 1961)
- 1886 - Giulio Corradino Corradini, giornalista, poeta e scrittore italiano († 1966)
- 1886 - Osman Ali Khan, Asif Jah VII, principe indiano († 1967)
- 1887 - Francesco Amilcare Dupanloup, generale italiano († 1945)
- 1887 - Milburn Morante, attore e regista statunitense († 1964)
- 1887 - Filippo Sacchi, giornalista, scrittore e critico cinematografico italiano († 1971)
- 1888 - Dan Andersson, scrittore e poeta svedese († 1920)
- 1888 - Hans Richter, regista, pittore e scrittore tedesco († 1976)
- 1888 - Gerhard Ritter, storico tedesco († 1967)
- 1889 - Guglielmo Guastaveglia, fumettista, giornalista e scrittore italiano († 1984)
- 1889 - Ferdinand Rochet, calciatore francese († 1929)
- 1889 - Nate Watt, regista statunitense († 1968)
- 1890 - André-Louis Danjon, astronomo francese († 1967)
- 1890 - Eduard Duriaux, calciatore svizzero († 1960)
- 1890 - Anthony Fokker, pioniere dell'aviazione e imprenditore olandese († 1939)
- 1890 - Otto Jäger, aviatore austro-ungarico († 1917)
- 1890 - Vincenzo Rivera, naturalista, botanico e politico italiano († 1967)
- 1890 - Simon Sollier, calciatore francese († 1955)
- 1891 - Sid Bowser, calciatore inglese († 1961)
- 1891 - Giacomo Comincioli, militare italiano († 1942)
- 1891 - Egidio Ferrara, politico italiano († 1948)
- 1891 - Martin Löpelmann, politico e filologo tedesco († 1981)
- 1892 - Kurt Brasack, generale tedesco († 1978)
- 1892 - Giacomo Camillo De Carlo, ufficiale, aviatore e diplomatico italiano († 1968)
- 1892 - Donald Wills Douglas, imprenditore e aviatore statunitense († 1981)
- 1892 - Gregorio Morisciano, politico italiano
- 1892 - Lowell Thomas, scrittore, attore e sceneggiatore statunitense († 1981)
- 1892 - Göte Turesson, botanico svedese († 1970)
- 1892 - Jaap van Leeuwen, partigiano e attivista olandese († 1978)
- 1893 - Cesare Caravaglios, musicologo, direttore di banda e compositore italiano († 1937)
- 1893 - Panfilo Di Cioccio, sindacalista, anarchico e antifascista italiano
- 1894 - Gertrude Baines, supercentenaria statunitense († 2009)
- 1894 - Luigi Rusca, traduttore, scrittore e dirigente d'azienda italiano († 1986)
- 1895 - Dudley Nichols, sceneggiatore e regista statunitense († 1960)
- 1895 - Leo Robin, paroliere e compositore statunitense († 1984)
- 1895 - Harold Rosson, direttore della fotografia statunitense († 1988)
- 1896 - Erminia Caudana, restauratrice italiana († 1974)
- 1896 - Rudolf Creutz, generale austriaco († 1980)
- 1896 - Hazel Heald, scrittrice statunitense († 1961)
- 1896 - Georg Tengwall, velista svedese († 1954)
- 1897 - Fritz Erpenbeck, scrittore e attore tedesco († 1975)
- 1897 - Jesús Piñero, politico portoricano († 1952)
- 1898 - Jeanne Hébuterne, pittrice francese († 1920)
- 1898 - Ottorino Ravani, calciatore italiano († 1963)
- 1899 - Arthur Barker, criminale statunitense († 1939)
- 1899 - Hans Wentorf, calciatore tedesco († 1976)
- 1900 - Edvīns Bārda, calciatore lettone († 1947)
- 1900 - Frans Kuijper, pallanuotista e nuotatore olandese († 1987)
- 1900 - Pierre Le Doaré, ciclista su strada francese († 1934)
- 1900 - Helen Lynch, attrice statunitense († 1965)

## XX secolo(900)
- 1901 - Pier Giorgio Frassati, filantropo e alpinista italiano († 1925)
- 1901 - Marian Hemar, poeta e giornalista polacco († 1972)
- 1901 - Erminio Sertorelli, fondista italiano († 1979)
- 1902 - Gaetano Di Bartolo Milana, anarchico e antifascista italiano († 1984)
- 1902 - Marcello Gallian, scrittore, giornalista e drammaturgo italiano († 1968)
- 1902 - Jane Gylling, nuotatrice svedese († 1961)
- 1902 - Veniamin Aleksandrovič Kaverin, scrittore sovietico († 1989)
- 1902 - Margaret Michaelis-Sachs, fotografa austriaca († 1985)
- 1902 - Gertrude Short, attrice statunitense († 1968)
- 1903 - Max Beier, entomologo e aracnologo austriaco († 1979)
- 1903 - Maria Consolata Betrone, religiosa italiana († 1946)
- 1903 - Mickey Cochrane, giocatore di baseball e allenatore di baseball statunitense († 1962)
- 1903 - Antonio Daniele, politico italiano († 1982)
- 1903 - Harold Eugene Edgerton, ingegnere elettrico e fotografo statunitense († 1990)
- 1903 - Aldo Gobbi, calciatore italiano († 1968)
- 1903 - Diógenes Lara, calciatore boliviano († 1968)
- 1903 - Ademaro Nicoletti Altimari, ufficiale e aviatore italiano († 1940)
- 1904 - William Challee, attore statunitense († 1989)
- 1904 - Jiří Frejka, regista ceco († 1952)
- 1904 - Georges Gautschi, pattinatore artistico su ghiaccio svizzero († 1985)
- 1904 - Norman Judd, pallanuotista irlandese († 1980)
- 1904 - Kurt Georg Kiesinger, politico tedesco († 1988)
- 1904 - Erwin Komenda, designer e progettista austriaco († 1966)
- 1904 - Vasili Merkuryev, attore sovietico († 1978)
- 1904 - Giuseppe Rigola, partigiano italiano († 1944)
- 1904 - Henri Vilbert, attore francese († 1997)
- 1905 - Friedl Iby, ginnasta tedesca († 1960)
- 1906 - Alessio De Vito, militare italiano († 1982)
- 1906 - Jean Delarge, pugile belga († 1977)
- 1906 - Pietro Ferrari, calciatore italiano
- 1906 - Virginia Hall, militare statunitense († 1982)
- 1906 - Dionisio Moltisanti, politico italiano († 1964)
- 1906 - Alberto Zorrilla, nuotatore argentino († 1986)
- 1907 - Arvīds Bradiņš, calciatore lettone († 1941)
- 1907 - Joseph H. Lewis, regista statunitense († 2000)
- 1907 - Adalbert Püllöck, calciatore rumeno († 1977)
- 1907 - Robert du Bois de Vroylande, scrittore e nobile belga († 1944)
- 1908 - Antonio Forni, aviatore e marinaio italiano († 1941)
- 1908 - Ernie Lombardi, giocatore di baseball statunitense († 1977)
- 1908 - Vano Il'ič Muradeli, compositore georgiano († 1970)
- 1908 - Guido Scanferla, calciatore italiano († 1943)
- 1908 - Héctor Trujillo, politico dominicano († 2002)
- 1909 - Estella Agsteribbe, ginnasta olandese († 1943)
- 1909 - Basil Hamilton-Temple-Blackwood, IV marchese di Dufferin e Ava, politico e ufficiale inglese († 1945)
- 1909 - Maria Luisa Belleli, francesista, traduttrice e poetessa italiana († 1992)
- 1909 - William M. Branham, predicatore statunitense († 1965)
- 1909 - Hermann Lang, pilota motociclistico e pilota automobilistico tedesco († 1987)
- 1909 - Karel Pekelharing, ballerino e partigiano olandese († 1944)
- 1909 - Phoumi Vongvichit, politico, patriota e rivoluzionario laotiano († 1994)
- 1909 - László Willinger, fotografo ungherese († 1989)
- 1910 - Gudrun Brost, attrice svedese († 1993)
- 1910 - Nancy Drexel, attrice statunitense († 1989)
- 1910 - Barys Kit, ingegnere, matematico e fisico bielorusso († 2018)
- 1911 - Giorgio Costantini, attore e sceneggiatore italiano († 1997)
- 1911 - Feodor Felix Konrad Lynen, biochimico tedesco († 1979)
- 1911 - Guillermo Portabales, compositore, cantante e chitarrista cubano († 1970)
- 1911 - Cesare Sanfilippo, giurista italiano († 2000)
- 1911 - Pietro Scarpini, pianista italiano († 1997)
- 1912 - Jan Brzák-Felix, canoista cecoslovacco († 1988)
- 1912 - John Halas, animatore ungherese († 1995)
- 1912 - Demetrio Zaccaria, imprenditore italiano († 1993)
- 1913 - Adriano Buzzati Traverso, genetista e biofisico italiano († 1983)
- 1913 - Bertalan Béky, calciatore ungherese († 2007)
- 1913 - Mauro Fondi, pittore italiano († 1988)
- 1913 - Andrea Gerbolini, militare italiano († 1943)
- 1913 - Carlos Guimard, scacchista argentino († 1998)
- 1913 - Julie Schmitt, ginnasta tedesca († 2002)
- 1914 - Washington Beltrán, avvocato, giornalista e politico uruguaiano († 2003)
- 1914 - John Caister Bennett, astronomo sudafricano († 1990)
- 1914 - Augusto Cristina, calciatore italiano († 1943)
- 1914 - Daria Menicanti, poetessa e traduttrice italiana († 1995)
- 1914 - Gioacchino Paparelli, italianista e critico letterario italiano († 2000)
- 1914 - Hugh Percy, X duca di Northumberland, nobile e ufficiale inglese († 1988)
- 1915 - Yusaku Kamekura, designer e illustratore giapponese († 1997)
- 1915 - Tadeusz Kantor, pittore, scenografo e regista teatrale polacco († 1990)
- 1915 - Helmut Friedrich Witte, militare tedesco († 2005)
- 1916 - Licinio Filisetti, avvocato e attivista italiano († 2000)
- 1916 - Phil Leeds, attore statunitense († 1998)
- 1916 - Romeo Rossi, calciatore italiano († 1995)
- 1917 - Bianco Bianchi, pistard e ciclista su strada italiano († 1997)
- 1917 - Leonora Carrington, scrittrice e pittrice britannica († 2011)
- 1917 - Francisco Elías de Tejada, filosofo spagnolo († 1978)
- 1917 - Umberto Menti, calciatore e allenatore di calcio italiano († 2002)
- 1917 - Osman Ahmed Osman, ingegnere, imprenditore e politico egiziano († 1999)
- 1918 - Big Walter Horton, musicista statunitense († 1981)
- 1918 - Hans Hürlimann, politico svizzero († 1994)
- 1918 - Alfredo Ovando Candia, politico e generale boliviano († 1982)
- 1918 - Venturino Venturi, scultore e pittore italiano († 2002)
- 1918 - Kaaren Verne, attrice tedesca († 1967)
- 1918 - Amando de Ossorio, regista e sceneggiatore spagnolo († 2001)
- 1919 - Richard Macy Noyes, chimico e fisico statunitense († 1997)
- 1919 - Fred E. Young, biblista e traduttore statunitense († 2005)
- 1920 - Mario Cavedon, astronomo e divulgatore scientifico italiano († 2009)
- 1920 - Edmond Fischer, chimico e biologo svizzero († 2021)
- 1920 - Jack Cover, fisico e inventore statunitense († 2009)
- 1920 - Delfino Insolera, divulgatore scientifico italiano († 1987)
- 1920 - Joseíto Mateo, cantante e compositore dominicano († 2018)
- 1920 - Jacques Noël, schermidore francese († 2004)
- 1920 - Piero Suppi, calciatore italiano († 1998)
- 1921 - Cacilda Becker, attrice brasiliana († 1969)
- 1921 - Pietro Augusto Dacomo, militare e partigiano italiano († 1944)
- 1921 - Philip Moore, barone Moore, ufficiale inglese († 2009)
- 1921 - Charles Perry, cestista statunitense († 2001)
- 1921 - Jackie Rea, giocatore di snooker britannico († 2013)
- 1921 - Ezio Riondato, filosofo e politico italiano († 2004)
- 1921 - Heinrich Schmid, linguista e filologo svizzero († 1999)
- 1921 - Wilbur Thompson, pesista statunitense († 2013)
- 1922 - Luca Crippa, pittore italiano († 2002)
- 1923 - Vasilij Sergeevič Ordynskij, regista cinematografico sovietico († 1985)
- 1923 - Herb Thomas, pilota automobilistico statunitense († 2000)
- 1923 - Livio Zeller, ingegnere chimico italiano († 2014)
- 1924 - Adelaida Avagyan, igienista armena († 2000)
- 1924 - Revol Samojlovič Bunin, compositore russo († 1976)
- 1924 - Carmelo Cassati, arcivescovo cattolico italiano († 2017)
- 1924 - Benito Falvo, politico italiano († 2010)
- 1924 - George Killian, allenatore di pallacanestro e dirigente sportivo statunitense († 2017)
- 1924 - Tibor Méray, scrittore e giornalista ungherese († 2020)
- 1924 - Valentin Nikolaev, lottatore sovietico († 2004)
- 1924 - Eugenio Scalfari, giornalista, scrittore e politico italiano († 2022)
- 1925 - Helga Deen, polacca († 1943)
- 1925 - Lino Landolfi, fumettista italiano († 1988)
- 1925 - Alberto Pérez Zabala, calciatore spagnolo († 2014)
- 1926 - Víctor Algarañaz, calciatore boliviano
- 1926 - Yehuda Bauer, storico israeliano († 2024)
- 1926 - Pupo De Luca, attore e musicista italiano († 2006)
- 1926 - Danilo Donati, scenografo, costumista e scrittore italiano († 2001)
- 1926 - Sergio Franchi, tenore e attore italiano († 1990)
- 1926 - Giuseppe Gatti, politico italiano († 2023)
- 1926 - Gil Kane, fumettista statunitense († 2000)
- 1926 - Ian Paisley, politico nordirlandese († 2014)
- 1926 - Randy Weston, pianista statunitense († 2018)
- 1927 - Vittorio Garatti, architetto italiano († 2023)
- 1927 - Neil Mochan, calciatore scozzese († 1994)
- 1927 - Gerry Mulligan, sassofonista, compositore e arrangiatore statunitense († 1996)
- 1927 - Enzo Pascolo, architetto italiano († 2017)
- 1927 - Giampaolo Zucchelli, medico italiano († 2012)
- 1928 - Béla Balassa, economista ungherese († 1991)
- 1928 - James Dewey Watson, biologo, genetista e biochimico statunitense
- 1929 - Manuel Camacho, calciatore messicano († 2008)
- 1929 - Gianfranco Ciaurro, funzionario e politico italiano († 2000)
- 1929 - Willis Hall, sceneggiatore e scrittore britannico († 2005)
- 1929 - Joi Lansing, attrice statunitense († 1972)
- 1929 - Keijo Liinamaa, politico e avvocato finlandese († 1980)
- 1929 - Nancy Mackay, velocista canadese († 2024)
- 1929 - André Previn, pianista, direttore d'orchestra e compositore tedesco († 2019)
- 1929 - Chrīstos Sartzetakīs, politico e magistrato greco († 2022)
- 1929 - Art Taylor, batterista statunitense († 1995)
- 1929 - Aldo Turchiaro, pittore e illustratore italiano († 2023)
- 1930 - Jacques Fesch, criminale francese († 1957)
- 1930 - Pampero Firpo, wrestler argentino († 2020)
- 1930 - Vincenzo Mannino, sceneggiatore italiano († 1999)
- 1930 - Tony Palladino, illustratore, designer e docente statunitense († 2014)
- 1930 - Dave Sexton, calciatore e allenatore di calcio britannico († 2012)
- 1930 - Anatolij Šeljuchin, fondista sovietico († 1995)
- 1931 - Richard Alpert, psicologo e mistico statunitense († 2019)
- 1931 - Ivan Dixon, attore, produttore cinematografico e regista statunitense († 2008)
- 1931 - Nedo Fagni, ciclista su strada italiano († 2020)
- 1931 - Suchitra Sen, attrice indiana († 2014)
- 1931 - Umberto Trippa, lottatore italiano († 2015)
- 1931 - Aécio de Borba, allenatore di calcio a 5, dirigente sportivo e politico brasiliano († 2021)
- 1932 - Nick Begich, politico statunitense
- 1932 - Helmut Griem, attore tedesco († 2004)
- 1932 - Toshiko Kobayashi, attrice giapponese († 2016)
- 1932 - Dániel Magay, ex schermidore ungherese
- 1933 - György Bakcsi, compositore di scacchi ungherese († 2019)
- 1933 - Bruno Giuranna, violista e direttore d'orchestra italiano
- 1933 - Tom Chris Korologos, politico, diplomatico e giornalista statunitense († 2024)
- 1933 - Stanislav Ljubšin, attore e regista sovietico
- 1933 - Yasuo Muramatsu, doppiatore giapponese († 2024)
- 1933 - Henryk Niedźwiedzki, pugile polacco († 2018)
- 1933 - Rosario Pecoraro, fantino italiano
- 1934 - Viorica Antonescu, cestista rumena († 2008)
- 1934 - Anton Geesink, judoka, lottatore e wrestler olandese († 2010)
- 1934 - Giuliano Guazzelli, militare italiano († 1992)
- 1934 - Lafif Lakhdar, giornalista tunisino († 2013)
- 1934 - Mario Merola, cantante e attore cinematografico italiano († 2006)
- 1934 - Guy Peellaert, fumettista, illustratore e fotografo belga († 2008)
- 1934 - Gaetano Recchi, politico italiano († 2023)
- 1934 - Piero Sartogo, architetto italiano († 2023)
- 1934 - Willie Toweel, pugile sudafricano († 2017)
- 1934 - Willy Truye, ciclista su strada belga († 2024)
- 1935 - Fred Bongusto, cantautore e produttore discografico italiano († 2019)
- 1935 - J. P. Clark, poeta e drammaturgo nigeriano († 2020)
- 1935 - Luis del Sol, calciatore e allenatore di calcio spagnolo († 2021)
- 1935 - Tuğrul Demir, cestista turco († 2022)
- 1935 - Ėduard Dubinskij, calciatore sovietico († 1969)
- 1935 - Franca Evangelisti, paroliera e cantante italiana
- 1935 - Hermes González, ex calciatore paraguaiano
- 1935 - Takashi Ishimoto, nuotatore giapponese († 2009)
- 1935 - Giuseppe Laras, rabbino, teologo e storico italiano († 2017)
- 1935 - Aharon Razin, biochimico israeliano († 2019)
- 1935 - Elisabeth Rehn, politica finlandese
- 1935 - Slavko Svinjarević, calciatore jugoslavo († 2006)
- 1935 - Herbert Wagner, fisico tedesco
- 1936 - Khurshid Aslam, hockeista su prato pakistano († 1993)
- 1936 - Thomas George Baker, calciatore gallese († 2024)
- 1936 - Emilio Busetto, calciatore italiano († 2014)
- 1936 - José Luis García Traid, calciatore e allenatore di calcio spagnolo († 1990)
- 1936 - Janine Gaurand, ex cestista francese
- 1936 - Fernando Masone, militare, poliziotto e prefetto italiano († 2003)
- 1936 - Manfred Schoof, trombettista tedesco
- 1936 - Edgardo Gabriel Storni, arcivescovo cattolico argentino († 2012)
- 1936 - Francesco Traniello, storico italiano
- 1936 - Giovanni Verucchi, ex ciclista su strada italiano
- 1937 - Gastone Ballarini, calciatore italiano († 1982)
- 1937 - Merle Haggard, cantante statunitense († 2016)
- 1937 - Peter Maivia, wrestler samoano americano († 1982)
- 1937 - Giorgio Panattoni, politico italiano († 2025)
- 1937 - Billy Dee Williams, attore statunitense
- 1938 - Mavie Bardanzellu, attrice e ballerina italiana († 2022)
- 1938 - Carlos Boismené, allenatore di pallacanestro argentino († 2017)
- 1938 - Luigi Calza, ex calciatore italiano
- 1938 - Giovanni Battista De Andreis, pittore e incisore italiano
- 1938 - Ezio Tettamanti, calciatore italiano († 2008)
- 1938 - Roy Thinnes, attore statunitense
- 1939 - Eugeniusz Faber, calciatore polacco († 2021)
- 1939 - Jerry Krause, dirigente sportivo statunitense († 2017)
- 1939 - Giuseppe Morabito, politico e avvocato italiano
- 1939 - John Sculley, dirigente d'azienda statunitense
- 1939 - Cor Veldhoen, calciatore olandese († 2005)
- 1940 - Guy Bedouelle, presbitero e filosofo francese († 2012)
- 1940 - Michel Brunet, archeologo francese
- 1940 - Giorgio Pardi, ginecologo italiano († 2007)
- 1940 - Salvatore Scaglione, mafioso italiano
- 1940 - Anatolij Ivanovič Šapovalov, ingegnere sovietico († 1986)
- 1941 - Giulio Camarca, chitarrista italiano († 2021)
- 1941 - Angelo Flammia, politico italiano
- 1941 - Hans W. Geißendörfer, regista, sceneggiatore e produttore cinematografico tedesco
- 1941 - Angeliki Laiou, politica e bizantinista greca († 2008)
- 1941 - Barbara Roles, ex pattinatrice artistica su ghiaccio statunitense
- 1941 - Giorgio Santacroce, magistrato italiano († 2017)
- 1941 - Antoni Trzaskowski, calciatore polacco († 2025)
- 1941 - Gheorghe Zamfir, flautista e compositore rumeno
- 1942 - Garrett Brown, inventore statunitense
- 1942 - Els de Groot, cestista olandese († 2024)
- 1942 - Barry Levinson, regista, sceneggiatore e produttore cinematografico statunitense
- 1942 - Anita Pallenberg, modella, attrice e stilista italiana († 2017)
- 1942 - Bob Stupak, imprenditore e giocatore di poker statunitense († 2009)
- 1943 - Franco Bagutti, musicista e compositore italiano
- 1943 - Giovanni Vittorio Battafarano, politico italiano
- 1943 - Milena Cantù, cantante e compositrice italiana
- 1943 - Johannes Harviken, ex fondista norvegese
- 1943 - Karol Kapciński, ex calciatore polacco
- 1943 - Amato Lamberti, sociologo e politico italiano († 2012)
- 1943 - Brian P. Levack, storico statunitense
- 1943 - Julie Rogers, cantante britannica
- 1943 - Omar Vergara, schermidore argentino († 2018)
- 1943 - Carlos del Pozo, cestista cubano († 2018)
- 1944 - Dave Bickles, allenatore di calcio e calciatore inglese († 1999)
- 1944 - Barbara Brownell, attrice statunitense
- 1944 - Angelo Cereser, ex calciatore italiano
- 1944 - Walter Forante, ex calciatore italiano
- 1944 - Florin Gheorghiu, scacchista rumeno
- 1944 - John Huarte, ex giocatore di football americano statunitense
- 1944 - Antonio Infantino, cantautore e poeta italiano († 2018)
- 1944 - Felicity Palmer, soprano, mezzosoprano e insegnante inglese
- 1944 - František Pospíšil, ex hockeista su ghiaccio ceco
- 1944 - Washington Rodríguez, pugile uruguaiano († 2014)
- 1944 - Vincenzo Savio, vescovo cattolico italiano († 2004)
- 1944 - Giulio Schmidt, politico italiano († 2016)
- 1944 - Charles Sobhraj, serial killer e truffatore francese
- 1944 - Bernd Spier, cantante tedesco († 2017)
- 1945 - Celestino Aós Braco, cardinale e arcivescovo cattolico spagnolo
- 1945 - Léon Dolmans, ex calciatore belga
- 1945 - Mladen Matijanić, ex calciatore jugoslavo
- 1946 - Patrizio Bertelli, imprenditore e velista italiano
- 1946 - Peter Ennis, allenatore di pallacanestro canadese († 1997)
- 1946 - Danny Kortchmar, cantante, chitarrista e produttore discografico statunitense
- 1946 - Peter Lamptey, ex calciatore ghanese
- 1946 - Sandra Lombardi, poetessa e scrittrice italiana
- 1946 - Giorgio Mariani, calciatore italiano († 2011)
- 1947 - Reinhard Bredow, ex slittinista tedesco orientale
- 1947 - Domenico Cancian, vescovo cattolico italiano
- 1947 - Yukari Itō, cantante giapponese
- 1947 - Jackie McManus, ex calciatore e allenatore di calcio scozzese
- 1947 - Osvaldo Piazza, allenatore di calcio e ex calciatore argentino
- 1947 - John Ratzenberger, attore e doppiatore statunitense
- 1948 - Patrika Darbo, attrice statunitense
- 1948 - Philippe Garrel, regista e attore francese
- 1948 - Lajos Grendel, scrittore ungherese († 2018)
- 1948 - Jo Leinen, politico tedesco
- 1948 - Antonio Modeo, mafioso italiano († 1990)
- 1948 - Esterino Montino, politico italiano
- 1948 - Vítězslav Mácha, lottatore cecoslovacco († 2023)
- 1948 - Paolo Polzot, ex cestista italiano
- 1948 - Charles Rouxel, ex ciclista su strada francese
- 1949 - Tonino Accolla, doppiatore, direttore del doppiaggio e dialoghista italiano († 2013)
- 1949 - Janet Agren, attrice e ex modella svedese
- 1949 - Janusz Cegliński, ex cestista polacco
- 1949 - Patrick Hernandez, cantautore francese
- 1949 - Jean-Claude Largeau, ciclista su strada francese
- 1949 - Darryl Maggs, ex hockeista su ghiaccio canadese
- 1949 - Jaume Medina, filologo classico, latinista e scrittore spagnolo († 2023)
- 1949 - Franz Georg Meußdoerffer, biochimico e insegnante tedesco († 2019)
- 1949 - Horst Störmer, fisico tedesco
- 1950 - Dorothea Agetle, fondista italiana
- 1950 - Nel'son Davidjan, lottatore sovietico († 2016)
- 1950 - Tina Engel, attrice tedesca
- 1950 - Christer Sjögren, cantante svedese
- 1951 - Bert Blyleven, ex giocatore di baseball olandese
- 1951 - Jean-Marc Boivin, alpinista, scialpinista e paracadutista francese († 1990)
- 1951 - Hilda Heine, politica marshallese
- 1951 - Tullio Locatelli, presbitero italiano
- 1951 - Pascal Rogé, pianista francese
- 1952 - Walli, fumettista belga († 2021)
- 1952 - Udo Dirkschneider, cantante tedesco
- 1952 - Bernardo Draghi, traduttore italiano
- 1952 - Marilu Henner, attrice statunitense
- 1952 - Mick Hoban, ex calciatore inglese
- 1952 - Christopher Jones, scacchista e compositore di scacchi britannico
- 1952 - Michel Larocque, hockeista su ghiaccio e dirigente sportivo canadese († 1992)
- 1952 - Carmen Motta, politica italiana
- 1952 - John Shumate, cestista e allenatore di pallacanestro statunitense († 2025)
- 1953 - Marc Berdoll, ex calciatore francese
- 1953 - Joe Courtney, politico e avvocato statunitense
- 1953 - Pascal Devoyon, pianista francese
- 1953 - Patrick Doyle, compositore scozzese
- 1953 - Christopher Franke, musicista e compositore tedesco
- 1953 - Gianfranco Guerrini, calciatore italiano
- 1953 - Andy Hertzfeld, programmatore statunitense
- 1953 - Janet Lynn, ex pattinatrice artistica su ghiaccio statunitense
- 1953 - Maria Serena Palieri, giornalista e scrittrice italiana († 2023)
- 1953 - Josep Maria Servia, pilota di rally spagnolo
- 1953 - Margaret Brenda Vertue, vescova anglicana sudafricana
- 1953 - Ziyad al-Nakhalah, politico palestinese
- 1954 - Judi Bowker, attrice britannica
- 1954 - Sepp Ferstl, ex sciatore alpino tedesco
- 1954 - Fabrizio Morri, politico italiano († 2024)
- 1954 - Christian Ranucci, criminale francese († 1976)
- 1954 - Monika Treut, regista, sceneggiatrice e produttrice cinematografica tedesca
- 1954 - Toni Verde, musicista e compositore italiano
- 1954 - Zahoor Ahmad Zargar, scrittore indiano
- 1955 - Bo Berglund, ex hockeista su ghiaccio svedese
- 1955 - Giovanni Camputaro, ex pugile italiano
- 1955 - Totonno Chiappetta, attore e cabarettista italiano († 2014)
- 1955 - Stefano Consiglio, regista italiano
- 1955 - Domenico Delli Pizzi, allenatore di calcio e ex calciatore italiano
- 1955 - Rob Epstein, regista statunitense
- 1955 - Gai Zengchen, ex calciatore cinese
- 1955 - Keith Hunter Jesperson, serial killer canadese
- 1955 - Michael Rooker, attore statunitense
- 1956 - Michele Bachmann, politica e avvocato statunitense
- 1956 - Philippe Carrese, regista, disegnatore e scrittore francese († 2019)
- 1956 - Normand Corbeil, compositore canadese († 2013)
- 1956 - Frank Dux, artista marziale statunitense
- 1956 - Wojciech Fiedorczuk, ex cestista polacco
- 1956 - Chris French, psicologo britannico
- 1956 - Donella Mattesini, politica italiana
- 1956 - Aldo Reschigna, politico italiano
- 1956 - Oleh Rodin, ex calciatore sovietico
- 1956 - Sebastian Spreng, pittore argentino
- 1956 - Hal Willner, produttore discografico, musicista e compositore statunitense († 2020)
- 1957 - Gail Amundrud, ex nuotatrice canadese
- 1957 - Pedro Ansa, ex cestista spagnolo
- 1957 - Jesper Bank, ex velista danese
- 1957 - Manuel Cervantes, ex calciatore spagnolo
- 1957 - Francesco Coniglio, editore e curatore editoriale italiano († 2023)
- 1957 - Giorgio Damilano, ex marciatore italiano
- 1957 - Maurizio Damilano, ex marciatore italiano
- 1957 - Giuseppe Grossi, pilota di rally italiano († 2016)
- 1957 - Leonardo La Torre, politico italiano
- 1957 - Paolo Nespoli, ex astronauta, ingegnere e militare italiano
- 1957 - Vittorio Parisi, direttore d'orchestra italiano
- 1957 - Frederico Rosa, calciatore portoghese († 2019)
- 1957 - Robert Sapolsky, biologo e neuroscienziato statunitense
- 1958 - Mike Brkovich, ex cestista canadese
- 1958 - Peter Del Vecho, produttore cinematografico statunitense
- 1958 - Vladimír Kinier, ex calciatore cecoslovacco
- 1958 - Ulf Moen, ex calciatore norvegese
- 1958 - George Spell, attore statunitense († 2022)
- 1958 - Pasquale Vessa, politico italiano
- 1959 - Antonio Coll, ex ciclista su strada spagnolo
- 1959 - Michael Corrente, produttore cinematografico, regista e attore statunitense
- 1959 - Mike Ezell, politico statunitense
- 1959 - Maurizio Ferro, ex cestista e allenatore di pallacanestro italiano
- 1959 - Maria Kurz-Schlechter, ex sciatrice alpina austriaca
- 1959 - Mark Strickson, attore britannico
- 1959 - Goran Sukno, ex pallanuotista jugoslavo
- 1959 - Pietro Vierchowod, ex calciatore e allenatore di calcio italiano
- 1959 - Emma Vilarasau, attrice spagnola
- 1959 - Georgi Čomakov, ex schermidore bulgaro
- 1960 - Vanja Geševa, ex canoista bulgara
- 1960 - Colin Gibson, ex calciatore inglese
- 1960 - Warren Haynes, chitarrista, cantante e compositore statunitense
- 1960 - Per Hjertquist, ex tennista svedese
- 1960 - Richard Loe, ex rugbista a 15 e commentatore televisivo neozelandese
- 1960 - Arne Møller, allenatore di calcio, dirigente sportivo e ex calciatore norvegese
- 1960 - John Pizzarelli, chitarrista, cantante e compositore statunitense
- 1961 - Rory Bremner, comico britannico
- 1961 - Giorgia Cecere, sceneggiatrice, regista e scrittrice italiana
- 1961 - Simone Colombari, attore italiano
- 1961 - Sirpa-Kaarina Nygren, ex cestista finlandese
- 1961 - Giovanni Francesco Pozza, calciatore italiano († 2011)
- 1961 - Alain Weill, imprenditore e manager francese
- 1962 - Sorin Ardeleanu, ex cestista rumeno
- 1962 - Tomoyasu Asaoka, calciatore giapponese († 2021)
- 1962 - Javier Cercas, scrittore e saggista spagnolo
- 1962 - Jannicke, cantante norvegese
- 1962 - Paolo Lanza, ex cestista, allenatore di pallacanestro e dirigente sportivo italiano
- 1962 - Steven Levitan, sceneggiatore, regista e produttore televisivo statunitense
- 1962 - Kurt Meier, bobbista svizzero
- 1962 - Carlo Messina, banchiere e dirigente d'azienda italiano
- 1962 - Otair Nicoletti, vescovo cattolico brasiliano
- 1962 - Renzo Rosati, militare italiano († 1988)
- 1962 - Marco Schällibaum, allenatore di calcio e ex calciatore svizzero
- 1962 - Annejet van der Zijl, giornalista e scrittrice olandese
- 1963 - Basile Aka Kouamé, allenatore di calcio e ex calciatore ivoriano
- 1963 - Marina Barone, cantautrice italiana
- 1963 - Aslan Bžania, politico abcaso
- 1963 - Rafael Correa, politico e economista ecuadoriano
- 1963 - Pierangelo Iannotti, generale e funzionario italiano
- 1963 - Pauline Lafont, attrice francese († 1988)
- 1963 - Derrick May, musicista statunitense
- 1963 - Katalin Petrik, ex cestista ungherese
- 1963 - Clelia Rondinella, attrice italiana
- 1963 - Clark Spencer, produttore cinematografico e imprenditore statunitense
- 1963 - Shaun Toub, attore iraniano
- 1963 - Andrew Weatherall, disc jockey, musicista e produttore discografico britannico († 2020)
- 1964 - Bob Bowman, insegnante statunitense
- 1964 - Juliet Cuthbert, ex velocista giamaicana
- 1964 - Johnny Dee, batterista statunitense
- 1964 - René Eijkelkamp, procuratore sportivo, allenatore di calcio e ex calciatore olandese
- 1964 - Giuseppe Gambale, politico e cardiologo italiano
- 1964 - Oliver Lücke, ex schermidore tedesco
- 1964 - Lars Arne Nilsen, allenatore di calcio e ex calciatore norvegese
- 1964 - Park Hyun-yong, ex calciatore sudcoreano
- 1964 - Nick Popplewell, ex rugbista a 15 irlandese
- 1964 - Ola Svensson, ex calciatore svedese
- 1964 - Deborah Theaker, attrice canadese
- 1964 - Stefano Vanoncini, allenatore di pallacanestro italiano
- 1964 - Tim Walz, politico statunitense
- 1964 - Geovani Silva, ex calciatore brasiliano
- 1965 - Frank Black, cantautore e chitarrista statunitense
- 1965 - Dave Cadigan, ex giocatore di football americano statunitense
- 1965 - Amedeo Carboni, dirigente sportivo e ex calciatore italiano
- 1965 - Henrik Gaddefors, ex cestista svedese
- 1965 - Juan Mayorga, drammaturgo e filosofo spagnolo
- 1965 - Marcello Pantone, ex velocista italiano
- 1965 - Brian Rahilly, ex cestista statunitense
- 1965 - Rica Reinisch, ex nuotatrice tedesca
- 1965 - Sterling Sharpe, ex giocatore di football americano statunitense
- 1965 - Giovanna Tortora, ex judoka italiana
- 1965 - Susan Werner, cantautrice statunitense
- 1966 - Hossein Amini, sceneggiatore e regista iraniano
- 1966 - Lia Boysen, attrice svedese
- 1966 - Vince Flynn, scrittore statunitense († 2013)
- 1966 - Shelton Jones, ex cestista statunitense
- 1966 - Massimo Marianella, giornalista e telecronista sportivo italiano
- 1966 - George McAnthony, cantante italiano († 2011)
- 1966 - Pier Luigi Nicoli, ex calciatore italiano
- 1966 - Amadeu, ex calciatore angolano
- 1966 - Tiffany Million, ex attrice pornografica statunitense
- 1966 - Liesbeth Spies, politica olandese
- 1966 - Kocku von Stuckrad, storico delle religioni tedesco
- 1967 - Chantal Bournissen, ex sciatrice alpina svizzera
- 1967 - Baciro Candé, allenatore di calcio e ex calciatore guineense
- 1967 - Emma Dante, regista, attrice teatrale e drammaturga italiana
- 1967 - Derrick Fenner, ex giocatore di football americano statunitense
- 1967 - Andrej Evgen'evič Ivanov, calciatore sovietico († 2009)
- 1967 - Andreas Pöder, politico italiano
- 1967 - José Sinval, allenatore di calcio e ex calciatore brasiliano
- 1967 - Ralf Socher, ex sciatore alpino canadese
- 1967 - Veniamin Tajanovič, ex nuotatore sovietico
- 1967 - Salvatore Termini, attore italiano
- 1967 - Diego Valverde Villena, poeta e saggista spagnolo
- 1968 - Ivan Hecko, ex calciatore sovietico
- 1968 - Anna Kotočová, ex cestista cecoslovacca
- 1968 - Ákos, cantante ungherese
- 1969 - Hesham Abou Serai, ex cestista egiziano
- 1969 - Natalie Venetia Belcon, attrice trinidadiana
- 1969 - Stefano Bellotto, velocista italiano
- 1969 - Costantino Catena, pianista italiano
- 1969 - Cheon Eun-suk, ex cestista sudcoreana
- 1969 - Bison Dele, cestista statunitense († 2002)
- 1969 - Paulo Duarte, allenatore di calcio e ex calciatore portoghese
- 1969 - Gary Jones, ex calciatore inglese
- 1969 - Suvad Katana, calciatore bosniaco († 2005)
- 1969 - Lu Lin, tennistavolista cinese
- 1969 - Tadateru Ōmoto, ex calciatore giapponese
- 1969 - Albert Ouédraogo, economista e politico burkinabè
- 1969 - Carlos Pedro Pires de Melo, ex calciatore angolano
- 1969 - Paul Rudd, attore statunitense
- 1969 - Joël Smets, pilota motociclistico belga
- 1969 - Fabrizio Tescari, ex sciatore alpino italiano
- 1969 - Anne-Marie Trevelyan, politica britannica
- 1970 - Peter Atherton, ex calciatore inglese
- 1970 - Simone Biasci, dirigente sportivo e ex ciclista su strada italiano
- 1970 - Iryna Bilyk, cantante ucraina
- 1970 - Maurício Copertino, allenatore di calcio e ex calciatore brasiliano
- 1970 - Igor' Čugajnov, allenatore di calcio e ex calciatore russo
- 1970 - Régis Fuchs, ex hockeista su ghiaccio svizzero
- 1970 - Olaf Kölzig, allenatore di hockey su ghiaccio, ex hockeista su ghiaccio e dirigente sportivo tedesco
- 1970 - Roy Mayorga, batterista e polistrumentista statunitense
- 1970 - Abraham Mebratu, allenatore di calcio etiope
- 1970 - Oliver Miller, cestista statunitense († 2025)
- 1971 - Fabio Bono, fumettista italiano
- 1971 - Fernando Cormick, attore argentino
- 1971 - Mona Grudt, modella norvegese
- 1971 - Carlo Gubitosa, scrittore e giornalista italiano
- 1971 - Martin Hansson, ex arbitro di calcio svedese
- 1971 - Leandro Ávila, allenatore di calcio e ex calciatore brasiliano
- 1971 - Renato Olive, allenatore di calcio e ex calciatore italiano
- 1971 - Fabio Rossi, ex calciatore italiano
- 1971 - Stefania Zambelli, politica italiana
- 1972 - Pierre Richard Bruny, ex calciatore haitiano
- 1972 - Ralf Bucher, ex calciatore tedesco
- 1972 - Will Evankovich, chitarrista statunitense
- 1972 - Saša Glavaš, allenatore di calcio e ex calciatore croato
- 1972 - Jason Hervey, attore e produttore televisivo statunitense
- 1972 - Ami James, personaggio televisivo statunitense
- 1972 - Anders Thomas Jensen, sceneggiatore e regista danese
- 1972 - Rinko Kawauchi, fotografa giapponese
- 1972 - Germán Pinillos, ex calciatore peruviano
- 1972 - Franklin Santana, modello e attore venezuelano
- 1972 - Dickey Simpkins, ex cestista statunitense
- 1972 - Roberto Ismael Torres Baez, ex calciatore paraguaiano
- 1973 - Maurizia Cacciatori, ex pallavolista italiana
- 1973 - Edith van Dijk, ex nuotatrice olandese
- 1973 - Juan Carlos Gómez Díaz, allenatore di calcio e ex calciatore spagnolo
- 1973 - Lori Heuring, attrice statunitense
- 1973 - Tsu, rapper italiano
- 1973 - Rie Miyazawa, attrice e ex modella giapponese
- 1973 - Rumjana Nejkova, canottiera bulgara
- 1973 - Cindy Robinson, doppiatrice statunitense
- 1973 - Sun Wen, ex calciatrice cinese
- 1973 - Omar Zanon, ex hockeista su ghiaccio italiano
- 1974 - Olivier Diomandé, ex rugbista a 15 ivoriano
- 1974 - Marius Goosen, allenatore di rugby a 15, dirigente sportivo e ex rugbista a 15 sudafricano
- 1974 - Robert Kovač, allenatore di calcio e ex calciatore croato
- 1974 - Elisabetta Pellini, attrice italiana
- 1974 - Carla Peterson, attrice e regista teatrale argentina
- 1974 - Roberto Sgambelluri, ex ciclista su strada italiano
- 1974 - Nívea Stelmann, attrice e modella brasiliana
- 1975 - Denis Agafonov, ex giocatore di calcio a 5 russo
- 1975 - Leigh Bardugo, scrittrice statunitense
- 1975 - Zach Braff, attore, regista e sceneggiatore statunitense
- 1975 - Hal Gill, ex hockeista su ghiaccio statunitense
- 1975 - Johan Karlsson, ex calciatore svedese
- 1975 - Marian Málek, biatleta ceco
- 1975 - Kati Pulkkinen, ex fondista finlandese
- 1975 - Anke Rehlinger, politica tedesca
- 1975 - Joel West, supermodello e attore statunitense
- 1975 - Kevin Willard, ex cestista e allenatore di pallacanestro statunitense
- 1976 - Eleonora Berlanda, mezzofondista italiana
- 1976 - Candace Cameron, attrice statunitense
- 1976 - Alfredo Esteves, allenatore di calcio e ex calciatore est-timorese
- 1976 - James Fox, cantante britannico
- 1976 - Georg Hólm, bassista islandese
- 1976 - Daniel Jędraszko, canoista polacco
- 1976 - Emmanuel Osei Kuffour, ex calciatore ghanese
- 1976 - Roberto Parra, ex mezzofondista spagnolo
- 1976 - Bruce Reihana, ex rugbista a 15 neozelandese
- 1977 - Joey DiGiamarino, ex calciatore statunitense
- 1977 - Gianna Jessen, attivista statunitense
- 1977 - Casey Malone, discobolo statunitense
- 1977 - Sami Mustonen, ex sciatore freestyle finlandese
- 1977 - Ville Nieminen, ex hockeista su ghiaccio finlandese
- 1977 - Matthias Schloo, attore tedesco
- 1977 - Teddy Sears, attore statunitense
- 1977 - Kan Takahama, fumettista giapponese
- 1977 - Nacho Vigalondo, sceneggiatore, attore e regista spagnolo
- 1978 - Daphny van den Brand, ex ciclocrossista, mountain biker e ciclista su strada olandese
- 1978 - Imani Coppola, cantautrice e violinista statunitense
- 1978 - Robert Glasper, pianista e produttore discografico statunitense
- 1978 - Thomas Herschmiller, canottiere canadese
- 1978 - Myleene Klass, cantante, conduttrice televisiva e conduttrice radiofonica britannica
- 1978 - Nicola Mayr, ex pattinatrice di velocità su ghiaccio italiana
- 1978 - Martin Mendez, bassista uruguaiano
- 1978 - Valentina Pedicini, regista e sceneggiatrice italiana († 2020)
- 1978 - Fabiano Pereira da Costa, ex calciatore brasiliano
- 1978 - Stig Arild Råket, calciatore norvegese
- 1978 - Lauren Ridloff, attrice e insegnante statunitense
- 1978 - Igor' Semšov, allenatore di calcio e ex calciatore russo
- 1978 - Robert Tom, ex calciatore vanuatuano
- 1978 - Levys Torres, ex cestista colombiana
- 1978 - Jaco van der Westhuyzen, rugbista a 15 sudafricano
- 1979 - Britta Kamrau, ex nuotatrice tedesca
- 1979 - Markus Krunegård, cantante svedese
- 1979 - Alain Nkong, ex calciatore camerunese
- 1979 - Christine Smith, modella statunitense
- 1979 - Asha Tonolini, fondista di corsa in montagna italiana
- 1980 - Vera Carrara, mountain biker, ex ciclista su strada e pistard italiana
- 1980 - Tommi Evilä, ex lunghista finlandese
- 1980 - Valentina Giovagnini, cantante e polistrumentista italiana († 2009)
- 1980 - Tanja Poutiainen, ex sciatrice alpina finlandese
- 1980 - Brooke Pratley, ex canottiera australiana
- 1980 - Chad Prewitt, ex cestista statunitense
- 1980 - Margarita Simon'jan, giornalista russa
- 1980 - Vlado Šmit, allenatore di calcio e ex calciatore serbo
- 1981 - Davide Balletta, ex cestista e arbitro di pallacanestro svizzero
- 1981 - David Bičík, allenatore di calcio e ex calciatore ceco
- 1981 - Eliza Coupe, attrice e comica statunitense
- 1981 - Vincenzo D'Isanto, ex calciatore italiano
- 1981 - Robert Earnshaw, ex calciatore gallese
- 1981 - Carlos Espínola, giocatore di calcio a 5 paraguaiano
- 1981 - Zsófia Gubacsi, ex tennista ungherese
- 1981 - Alwara Höfels, attrice tedesca
- 1981 - Kari Jobe, cantante statunitense
- 1981 - Lucas Licht, allenatore di calcio e ex calciatore argentino
- 1981 - Scott Sealy, ex calciatore trinidadiano
- 1981 - Jarret Thomas, ex snowboarder statunitense
- 1982 - Kolja Afriyie, ex calciatore tedesco
- 1982 - Santos Amador, calciatore boliviano
- 1982 - Alana Austin, attrice statunitense
- 1982 - Evgenïý Averçenko, calciatore kazako
- 1982 - Alvin Avinesh, ex calciatore e ex giocatore di calcio a 5 figiano
- 1982 - Sofia Boutella, attrice e ballerina algerina
- 1982 - Micah Boyd, canottiere statunitense
- 1982 - David Cobeño, ex calciatore spagnolo
- 1982 - Misleydis Compañy, schermitrice cubana
- 1982 - Wim De Decker, allenatore di calcio e ex calciatore belga
- 1982 - Marina Elali, cantante, personaggio televisivo e compositrice brasiliana
- 1982 - Lisa Franks, ex atleta paralimpica e cestista canadese
- 1982 - Hérculez Gómez, ex calciatore statunitense
- 1982 - Bret Harrison, attore statunitense
- 1982 - Shlomo Karhi, politico israeliano
- 1982 - Hiromichi Katano, calciatore giapponese
- 1982 - Steve O'Dwyer, giocatore di poker statunitense
- 1982 - Adam Raga, pilota motociclistico spagnolo
- 1982 - Barry Roche, allenatore di calcio e ex calciatore irlandese
- 1982 - Miguel Ángel Silvestre, attore spagnolo
- 1983 - Aleksej Agarkov, pallanuotista russo
- 1983 - Diora Baird, attrice e modella statunitense
- 1983 - Mehdi Ballouchy, allenatore di calcio e ex calciatore marocchino
- 1983 - Luca Belingheri, allenatore di calcio e ex calciatore italiano
- 1983 - Jamal Campbell-Ryce, allenatore di calcio e ex calciatore inglese
- 1983 - Sylvie Černá, pentatleta ceca
- 1983 - Rick Cosnett, attore australiano
- 1983 - Thomas Fothen, ex ciclista su strada e pistard tedesco
- 1983 - Jerome Kaino, ex rugbista a 15 neozelandese
- 1983 - Ferenc Karakó, arbitro di calcio ungherese
- 1983 - Lee Ji-sun, modella sudcoreana
- 1983 - Rute Muianga, ex cestista mozambicana
- 1983 - Mitsuru Nagata, ex calciatore giapponese
- 1983 - Joël Perrault, ex hockeista su ghiaccio canadese
- 1983 - Simon Rožman, allenatore di calcio e ex calciatore sloveno
- 1983 - Bobbi Starr, ex attrice pornografica statunitense
- 1983 - James Wade, giocatore di freccette inglese
- 1983 - Wang Shipeng, ex cestista cinese
- 1984 - Abdulwahab Al Safi, calciatore bahreinita
- 1984 - Carlo Allais, sciatore nautico italiano
- 1984 - Jacob Chesari, maratoneta e mezzofondista keniota
- 1984 - Mads Christensen, ex ciclista su strada e pistard danese
- 1984 - Michaël Ciani, allenatore di calcio e ex calciatore francese
- 1984 - Siboniso Gaxa, ex calciatore sudafricano
- 1984 - Lamont Hamilton, ex cestista statunitense
- 1984 - Sekonaia Kalou, rugbista a 15 figiano
- 1984 - Diana Matheson, ex calciatrice canadese
- 1984 - Santiago Morandi, ex calciatore uruguaiano
- 1984 - Pep Ortega, cestista spagnolo
- 1984 - Vaidotas Pridotkas, ex cestista lituano
- 1984 - Nicolás Vikonis, ex calciatore uruguaiano
- 1984 - Atsuya Ōta, cestista giapponese
- 1984 - Ante Šarić, scacchista croato
- 1984 - Giedrius Žibėnas, allenatore di pallacanestro lituano
- 1985 - Anna Avdeeva, pesista russa
- 1985 - Panchi Barrera, cestista uruguaiano
- 1985 - Abdul Fatawu Dauda, ex calciatore ghanese
- 1985 - David Fernández Cortázar, ex calciatore spagnolo
- 1985 - Levan Khmaladze, calciatore georgiano
- 1985 - Lu Ying-chi, sollevatrice taiwanese
- 1985 - Alessandra Mason, ballerina e personaggio televisivo italiana
- 1985 - Frank Oliver Ongfiang, ex calciatore camerunese
- 1985 - Aleksandrs Samoilovs, giocatore di beach volley lettone
- 1985 - Sinqua Walls, attore statunitense
- 1985 - Zhao Xue, scacchista cinese
- 1985 - Ana del Rey, attrice, cantante e ballerina spagnola
- 1986 - Laura Coccia, politica e ex atleta paralimpica italiana
- 1986 - CosMo, compositore, produttore discografico e disegnatore giapponese
- 1986 - Aaron Curry, ex giocatore di football americano e allenatore di football americano statunitense
- 1986 - Mumin Gala, ex mezzofondista e maratoneta gibutiano
- 1986 - Noa Ganor, ex cestista israeliana
- 1986 - Juan Manuel Guilera, attore e cantante argentino
- 1986 - Serghei Gusacov, ex calciatore moldavo
- 1986 - Han Dong-won, ex calciatore sudcoreano
- 1986 - Valérie Hayer, politica francese
- 1986 - Isabella Laböck, ex snowboarder tedesca
- 1986 - Ajdin Mahmutović, ex calciatore bosniaco
- 1986 - Mark Jason Melligen, pugile filippino
- 1986 - Navid Mohammadzade, attore iraniano
- 1986 - Bryce Moon, ex calciatore sudafricano
- 1986 - Ryōta Moriwaki, calciatore giapponese
- 1986 - Andrea Nardinocchi, cantautore italiano
- 1986 - Alana Nicholls, canoista australiana
- 1986 - Andrew Quitmeyer, docente, conduttore televisivo e artista statunitense
- 1986 - Marco Rossi, ex hockeista su ghiaccio italiano
- 1986 - Amy Sène, ex martellista senegalese
- 1987 - Jerrod Carmichael, comico, attore e produttore televisivo statunitense
- 1987 - Benjamin Corgnet, ex calciatore francese
- 1987 - Anna Donáth, politica ungherese
- 1987 - Robin Haase, tennista olandese
- 1987 - Sandy Iannella, allenatrice di calcio e ex calciatrice italiana
- 1987 - Heidi Mount, modella statunitense
- 1987 - Borki Predojević, scacchista bosniaco
- 1987 - Hilary Rhoda, supermodella statunitense
- 1987 - Mateja Robnik, ex sciatrice alpina slovena
- 1987 - Stéphane Rossetto, ex ciclista su strada francese
- 1987 - Gabriele Signore, rugbista a 15 italiano
- 1987 - Adrian Tracy, giocatore di football americano statunitense
- 1987 - Javier Velayos, ex calciatore spagnolo
- 1987 - Lana Vladi, attrice russa
- 1987 - Farung Yuthithum, modella tailandese
- 1988 - Alen Amedovski, artista marziale misto macedone
- 1988 - Mike Bailey, attore britannico
- 1988 - Antoine Eito, cestista francese
- 1988 - Daniele Gasparetto, calciatore italiano
- 1988 - Gaëtan Bille, ex ciclista su strada belga
- 1988 - Michalīs Giannakidīs, cestista greco
- 1988 - João Carlos Heidemann, calciatore brasiliano
- 1988 - Allison Hightower, ex cestista statunitense
- 1988 - Francois Hougaard, rugbista a 15 sudafricano
- 1988 - Jucilei, ex calciatore brasiliano
- 1988 - Abel Masuero, calciatore argentino
- 1988 - Aaron Maybin, ex giocatore di football americano statunitense
- 1988 - Adriano Montalto, calciatore italiano
- 1988 - Rafael Morales, calciatore guatemalteco
- 1988 - Fabrice Muamba, giornalista e ex calciatore della Repubblica Democratica del Congo
- 1988 - Amina Njonkou, ex cestista camerunese
- 1988 - Woo Hye-mi, cantante sudcoreana († 2019)
- 1988 - Brian Zoubek, ex cestista statunitense
- 1989 - Djamel Bakar, ex calciatore francese
- 1989 - Sheila van den Bulk, calciatrice olandese
- 1989 - Chris Carter, giocatore di football americano statunitense
- 1989 - Stefano Coletti, ex pilota automobilistico monegasco
- 1989 - Hilder Colón, calciatore honduregno
- 1989 - Tom Dillmann, pilota automobilistico francese
- 1989 - Jeremy Ebert, giocatore di football americano statunitense
- 1989 - Geje Eustaquio, artista marziale misto filippino
- 1989 - Lance Goulbourne, ex cestista statunitense
- 1989 - Thomas Guerbert, ex calciatore francese
- 1989 - Renārs Rode, ex calciatore lettone
- 1989 - Şəhriyar Rəhimov, calciatore azero († 2023)
- 1989 - Gabrielle Scollay, attrice australiana
- 1990 - Giorgia Arena, attrice e cantante italiana
- 1990 - Duygu Düzceler, pallavolista turca
- 1990 - Kate Forbes, politica scozzese
- 1990 - Isaiah Frey, giocatore di football americano statunitense
- 1990 - Charlie McDermott, attore statunitense
- 1990 - Andrey Medvedev, ginnasta israeliano
- 1990 - Andrés Montaño, lottatore ecuadoriano
- 1990 - Erica Mou, cantautrice italiana
- 1990 - Tatjana Nardone, attrice italiana
- 1990 - Behar Ramadani, calciatore albanese
- 1990 - Seo Ye-ji, attrice sudcoreana
- 1990 - Sōtan Tanabe, ex calciatore giapponese
- 1990 - Merlin Tandjigora, ex calciatore gabonese
- 1990 - Andrei Veis, ex calciatore estone
- 1990 - Randy Wolters, calciatore olandese
- 1991 - Gastón Campi, calciatore argentino
- 1991 - Choi Doo-ho, artista marziale misto sudcoreano
- 1991 - Ousseynou Cissé, calciatore maliano
- 1991 - Dylan Davis, pallavolista statunitense
- 1991 - Mynor Escoe, calciatore costaricano
- 1991 - José Nilson dos Santos Silva, calciatore brasiliano
- 1991 - Michael Ortega, calciatore colombiano
- 1991 - Alexandra Popp, calciatrice tedesca
- 1991 - Evariste Shonganya, cestista della Repubblica Democratica del Congo
- 1991 - Kevin Smit, cestista tedesco
- 1991 - Denis Streker, calciatore tedesco
- 1991 - Kamiko Williams, ex cestista e allenatrice di pallacanestro statunitense
- 1992 - Yacouba Ali, ex calciatore nigerino
- 1992 - Jean Carlos Blanco, calciatore colombiano
- 1992 - Marius Briceag, calciatore rumeno
- 1992 - Beatrice Capra, tennista statunitense
- 1992 - Yannick Desiron, cestista belga
- 1992 - Misaele Draunibaka, calciatore figiano
- 1992 - Julie Ertz, ex calciatrice statunitense
- 1992 - Kathrin Hendrich, calciatrice belga
- 1992 - Kendel Herrarte, calciatore guatemalteco
- 1992 - Marqueston Huff, giocatore di football americano statunitense
- 1992 - Joël Kiassumbua, calciatore svizzero
- 1992 - Moemi Kikuchi, pattinatrice di short track giapponese
- 1992 - Lucas Kruspzky, calciatore argentino
- 1992 - Ku Ja-ryong, calciatore sudcoreano
- 1992 - Rose Lavaud, calciatrice francese
- 1992 - Arnold Issoko, calciatore congolese (Repubblica Democratica del Congo)
- 1992 - Marco Ospitalieri, calciatore belga
- 1992 - Emil Pavlov, karateka macedone
- 1992 - Ivan Pešić, calciatore croato
- 1992 - Monika Wejnert, ex tennista australiana
- 1993 - Ibrahim Amadou, calciatore francese
- 1993 - Levan Arveladze, calciatore georgiano
- 1993 - Silvia Di Pietro, nuotatrice italiana
- 1993 - Spencer Dinwiddie, cestista statunitense
- 1993 - Abraham Frimpong, ex calciatore ghanese
- 1993 - Luca Fulcheris, pallanuotista italiano
- 1993 - Vincent Gaillard, ex cestista svizzero
- 1993 - Neville Hewitt, giocatore di football americano statunitense
- 1993 - Hanna Klein, mezzofondista tedesca
- 1993 - James Knowles, calciatore nordirlandese
- 1993 - Tomas Lekūnas, cestista lituano
- 1993 - Eric McClellan, cestista statunitense
- 1993 - Luis Montero Carrasco, cestista dominicano
- 1993 - Luan Polli, calciatore brasiliano
- 1993 - SCH, rapper francese
- 1993 - Aiyana Whitney, pallavolista statunitense
- 1994 - Braian Angola, cestista colombiano
- 1994 - Ildar Arslanov, ex ciclista su strada russo
- 1994 - Adrián Alonso, attore messicano
- 1994 - Simona Brown, attrice britannica
- 1994 - Fabien Frankel, attore britannico
- 1994 - Sebastián Gorga, calciatore uruguaiano
- 1994 - Šime Gržan, calciatore croato
- 1994 - Zeiko Lewis, calciatore bermudiano
- 1994 - Matúš Marcin, calciatore slovacco
- 1994 - Jalen Mills, giocatore di football americano statunitense
- 1994 - Niska, rapper francese
- 1994 - Jordan Parks, cestista statunitense
- 1994 - Ylli Sallahi, ex calciatore austriaco
- 1994 - Simone Scopelliti, pallavolista italiano
- 1994 - Jabar Sharza, calciatore afghano
- 1995 - Fahad Al-Abdulrahman, calciatore qatariota
- 1995 - Keshi Anderson, calciatore inglese
- 1995 - Metecan Birsen, cestista turco
- 1995 - Luka Capan, calciatore croato
- 1995 - Facundo Cardozo, calciatore argentino
- 1995 - Mitar Ćuković, calciatore montenegrino
- 1995 - Deividas Kumelis, cestista lituano
- 1995 - Cameron McGeehan, calciatore inglese
- 1995 - Sebastiano Milan, pallavolista italiano
- 1995 - Ryūtarō Morimoto, cantante giapponese
- 1995 - Nemanja Nedić, calciatore montenegrino
- 1995 - Payam Niazmand, calciatore iraniano
- 1995 - Antoinette de Jong, pattinatrice di velocità su ghiaccio olandese
- 1995 - Marybeth Sant-Price, velocista statunitense
- 1995 - Sérgio Antonio Da Luiz Junior, calciatore brasiliano
- 1995 - Serhij Suchanov, calciatore ucraino
- 1996 - Ali Elmusrati, calciatore libico
- 1996 - Marta Bijan, cantante polacca
- 1996 - Andreas Buri, giocatore di football americano svizzero
- 1996 - Federico Caricasulo, pilota motociclistico italiano
- 1996 - Bryan Colula, calciatore messicano
- 1996 - Nabil Emad, calciatore egiziano
- 1996 - Kristian Flatabø, giocatore di calcio a 5 e calciatore norvegese
- 1996 - Myha'la Herrold, attrice statunitense
- 1996 - Vita Horobec', cestista ucraina
- 1996 - Teerapat Lohanan, attore thailandese
- 1996 - Shelby McEwen, altista statunitense
- 1996 - Jannik Pohl, calciatore danese
- 1996 - Tomáš Portyk, combinatista nordico ceco
- 1996 - Tajmuraz Salkazanov, lottatore russo
- 1996 - Mikita Scjapanaŭ, calciatore bielorusso
- 1996 - Nicolás Sosa, calciatore uruguaiano
- 1996 - Jack Stacey, calciatore inglese
- 1996 - Jack Stauber, cantautore e animatore statunitense
- 1996 - Kōhei Tezuka, calciatore giapponese
- 1996 - Tomáš Vestenický, calciatore slovacco
- 1996 - Aleksandar Vukic, tennista australiano
- 1997 - Paola Biagioli, nuotatrice italiana
- 1997 - Daniel Elfadli, calciatore libico
- 1997 - Dominik Greif, calciatore slovacco
- 1997 - Nikola Kuveljić, calciatore serbo
- 1997 - Garai Zeeb, cestista tedesco
- 1997 - Andrius Šidlauskas, nuotatore lituano
- 1998 - Tiberiu Căpușă, calciatore rumeno
- 1998 - Enkh-Amaryn Davaanasan, lottatrice mongola
- 1998 - Karolien Florijn, canottiera olandese
- 1998 - Nicolás González, calciatore argentino
- 1998 - Brandon Holt, tennista statunitense
- 1998 - Ipalibo Jack, calciatore nigeriano
- 1998 - Osama Khalaila, calciatore israeliano
- 1998 - Peyton List, attrice statunitense
- 1998 - Spencer List, attore statunitense
- 1998 - Abdussalam Magashy, calciatore nigeriano
- 1998 - Yohannes Mitchum, calciatore nevisiano
- 1998 - Nahuel Molina, calciatore argentino
- 1998 - Micah Potter, cestista statunitense
- 1998 - Jules Rambaut, cestista francese
- 1998 - Jean Ruiz, calciatore francese
- 1998 - Alfons Sampsted, calciatore islandese
- 1998 - Fernando Scheffer, nuotatore brasiliano
- 1999 - Chituru Ali, velocista italiano
- 1999 - Jennifer Boldini, pallavolista italiana
- 1999 - Florian Dauphin, ciclista francese
- 1999 - Sercan Demir, ginnasta turco
- 1999 - Oğuz Kağan Güçtekin, calciatore turco
- 1999 - Kings Kangwa, calciatore zambiano
- 1999 - Amine Khammas, calciatore belga
- 1999 - Louis King, cestista statunitense
- 1999 - Iago López, calciatore spagnolo
- 1999 - Erick Japa, calciatore dominicano
- 1999 - Agron Rufati, calciatore macedone
- 1999 - Jozo Stanić, calciatore croato
- 1999 - Milton Williams, giocatore di football americano statunitense
- 2000 - CJ Adams, attore statunitense
- 2000 - Pedro Pinho, calciatore portoghese
- 2000 - Louis Barré, ciclista su strada francese
- 2000 - Léo Chú, calciatore brasiliano
- 2000 - Olivier Deman, calciatore belga
- 2000 - Fatoumata Binta Diallo, ostacolista e velocista guineana
- 2000 - Josh Eccles, calciatore inglese
- 2000 - Miká Heming, ciclista su strada tedesco
- 2000 - Aboubacar Keita, calciatore statunitense
- 2000 - Zsófia Kovács, ginnasta ungherese
- 2000 - Maxence Lacroix, calciatore francese
- 2000 - Ante Palaversa, calciatore croato
- 2000 - Cam Spencer, cestista statunitense
- 2000 - Lukas Sulzbacher, calciatore austriaco
- 2000 - Ángel Torres, calciatore colombiano
- 2000 - Inni Holm Wembstad, sciatrice alpina norvegese

## XXI secolo(34)
- 2001 - Javier García Sánchez, cestista spagnolo
- 2001 - Francisco González, calciatore argentino
- 2001 - Anthony Gould, giocatore di football americano statunitense
- 2001 - Michel Hessmann, ciclista su strada tedesco
- 2001 - Tobias Koch, calciatore austriaco
- 2001 - Jorge Méndez, calciatore panamense
- 2001 - Oscar Piastri, pilota automobilistico australiano
- 2001 - Gabriele Piccinini, calciatore italiano
- 2001 - Nicolás Valentini, calciatore argentino
- 2001 - Linus Witte, sciatore alpino tedesco
- 2002 - Dennis Cirkin, calciatore inglese
- 2002 - Armin Gigović, calciatore bosniaco
- 2002 - Matteo Librizzi, cestista italiano
- 2002 - Agustín Quiroga, calciatore argentino
- 2002 - Leyre Romero Gormaz, tennista spagnola
- 2002 - Alan Saldivia, calciatore uruguaiano
- 2002 - Danil Skorko, calciatore ucraino
- 2002 - Roman Čerepkai, calciatore slovacco
- 2003 - Salim Abubakar, calciatore ghanese
- 2003 - Daniel Borges da Silva, calciatore brasiliano
- 2003 - Martin Kiprotich, mezzofondista ugandese
- 2004 - Nick Fichtinger, calciatore olandese
- 2004 - Hlynur Freyr Karlsson, calciatore islandese
- 2004 - Léo Mana, calciatore brasiliano
- 2004 - Malick Mbaye, calciatore senegalese
- 2004 - Henrique Rocha, tennista portoghese
- 2004 - Casey Simpson, attore statunitense
- 2005 - Isaac Babadi, calciatore olandese
- 2005 - Fadilah Shamika Mohamed Rafi, giocatrice di badminton ugandese
- 2005 - Ludovica Sammartino, cestista italiana
- 2006 - Innes FitzGerald, mezzofondista britannica
- 2006 - Janna Jihad, giornalista e attivista palestinese
- 2009 - Shaylee Mansfield, attrice e youtuber statunitense
- 2009 - Valentina Tronel, cantante francese

## Senza anno specificato(1)
- Maud Green, nobildonna inglese († 1531)